# Stanislav Krajča
Stanislav Krajča (* 1943) je bývalý český fotbalista.

## Fotbalová kariéra
V československé lize hrál v sezóně 1969/70 za TJ Gottwaldov. Nastoupil v 8 ligových utkáních. Gól v lize nedal. Vítěz Českého a Československého poháru 1970.

## Ligová bilance
| Ročník                                   | Zápasy | Góly | Klub          |
| ---------------------------------------- | ------ | ---- | ------------- |
| 1. československá fotbalová liga 1969/70 | 8      | 0    | TJ Gottwaldov |
| CELKEM                                   | 8      | 0    |               |